# Kompania graniczna KOP „Orany”
Kompania graniczna KOP „Orany” – pododdział graniczny Korpusu Ochrony Pogranicza pełniący służbę ochronną na granicy polsko-litewskiej.

## Geneza
Do czasu zakończenia wojny polsko-bolszewickiej, czyli do jesieni 1920, wschodnią granicę państwa polskiego wyznaczała linia frontu. Dopiero zarządzeniem z 6 listopada 1920 utworzono Kordon Graniczny Ministerstwa Spraw Wojskowych. W połowie stycznia 1921 zmodyfikowano formę ochrony granicy i rozpoczęto organizowanie Kordonu Granicznego Naczelnego Dowództwa WP. Obsadzony on miał być przez żandarmerię polową i oddziały wojskowe. Latem 1921 ochronę granicy wschodniej postanowiło powierzyć Batalionom Celnym. W Druskienikach rozmieszczono dowództwo i pododdziały sztabowe 41 batalionu celnego, a jego 1 kompania stacjonowała w Oranach.
W drugiej połowie 1922 przeprowadzono kolejną reorganizację organów strzegących granicy wschodniej. 1 września 1922 bataliony celne przemianowano na bataliony Straży Granicznej.
Już w następnym zlikwidowano Straż Graniczną, a z dniem 1 lipca 1923 pełnienie służby granicznej na wschodnich rubieżach powierzono Policji Państwowej.
W sierpniu 1924 podjęto uchwałę o powołaniu Korpusu Ochrony Pogranicza – formacji zorganizowanej na wzór wojskowy, a będącej w etacie Ministerstwa Spraw Wewnętrznych.

## Formowanie i zmiany organizacyjne
Na podstawie rozporządzenie Ministra Spraw Wewnętrznych nr 1099 ze stycznia 1926, w trzecim etapie organizacji Korpusu Ochrony Pogranicza, sformowano 23 batalion graniczny , a w jego składzie 1 kompanię graniczną KOP. W listopadzie 1936 kompania liczyła 2 oficerów, 9 podoficerów, 5 nadterminowych i 76 żołnierzy służby zasadniczej. W 1939 3 kompania graniczna KOP „Orany” podlegała dowódcy batalionu KOP „Orany”.

## Służba graniczna
Podstawową jednostką taktyczną Korpusu Ochrony Pogranicza przeznaczoną do pełnienia służby ochronnej był batalion graniczny. Odcinek batalionu dzielił się na pododcinki kompanii, a te z kolei na pododcinki strażnic, które były „zasadniczymi jednostkami pełniącymi służbę ochronną”, w sile półplutonu. Służba ochronna pełniona była systemem zmiennym, polegającym na stałym patrolowaniu strefy nadgranicznej i tyłowej, wystawianiu posterunków alarmowych, obserwacyjnych i kontrolnych stałych, patrolowaniu i organizowaniu zasadzek w miejscach rozpoznanych jako niebezpieczne, kontrolowaniu dokumentów i zatrzymywaniu osób podejrzanych, a także utrzymywaniu ścisłej łączności między oddziałami i władzami administracyjnymi. Miejscowość, w którym stacjonowała kompania graniczna, posiadała status garnizonu Korpusu Ochrony Pogranicza.
3 kompania graniczna „Orany” w 1934 ochraniała odcinek granicy państwowej szerokości 37 kilometrów 900 metrów.
Sąsiednie kompanie graniczne:
- 2 kompania graniczna KOP „Rondamańce” ⇔ 4 kompania graniczna KOP „Wójtowo” – 1928[13]
- 2 kompania graniczna KOP „Marcinkańce” ⇔ 4 kompania graniczna KOP „Wójtowo” – 1929[14], 1932[15] i 1934[16]
- 2 kompania graniczna KOP „Marcinkańce” ⇔ 4 kompania graniczna KOP „Olkieniki” – 1938[17]

## Struktura organizacyjna
Strażnice kompanii w latach 1928–1939
- strażnica KOP „Miluniszki”[c]
- strażnica KOP „Przełaje”[d]
- strażnica KOP „Małe Dubno”[e]
- strażnica KOP „Dmitrówka”[f]
- strażnica KOP „Smolniki”

## Dowódcy kompanii
- kpt. Kazimierz Buncler (był w 1930)[18]
- kpt. Feliks Chmielewski (28 III 1930 − )[19]
- kpt. Leon Żbik (7 X 1932 − był XII 1934)[20]
- kpt. Józef Śmiałowski[g] (- IX 1939)